# 박찬협
박찬협(朴贊協, 1977년 5월 28일 ~ )은 전 KBO 리그 야구 선수의 투수이다.

## 출신학교
- 중앙고등학교
- 단국대학교